# نیروی دریایی پرتغال
نیروی دریایی پرتغال (به پرتغالی: Marinha Portuguesa) شاخه دریایی نیروهای مسلح کشور پرتغال است که با همکاری و ادغام با سایر شاخه‌های ارتش به نیروی دفاع نظامی پرتغال تبدیل گشت.

در تاریخ ۱۲ دسامبر سال ۲۰۱۷ نیروی دریایی پرتغال سالگرد ۷۰۰ سالگی ایجاد رسمی خود توسط دنیس پرتغال را گرامی داشت. با ردیابی ریشه‌های این نیروی نظامی به قرن دوازدهم، قدیمی‌ترین نیروی دریایی در جهان است.

نیروی دریایی در آغاز و در طول سفرهای بزرگ عصر اکتشافات در سده‌های ۱۵ و ۱۶ نقش اساسی داشت. نتیجه این اکتشافات فنی و علمی باعث شد پرتغال به ساخت کشتی‌های پیشرفته از جمله کاراول، انواع جدید و پیشرفته‌تر کرک برای سفرهای بین اقیانوسی و گالئون اقیانوسی و یافتن مسیر دریایی به سمت شرق و مسیرهایی به آمریکای جنوبی و آمریکای شمالی شد.
بارتولومئو دیاس نوک جنوبی آفریقا را شناسایی کرد و واسکو دو گاما به هند رسید و اروپا و آسیا را برای اولین بار از طریق اقیانوس و همچنین اقیانوس اطلس و اقیانوس هند را به هم پیوند داد. این امر منجر به کشف برزیل در نخستین سفرهایی شد که اروپا، آفریقا، جهان جدید و آسیا را در یک سفر واحد مانند سفر پدرو آلوارز کابرال به هم پیوند داد و از طریق مهارت و تجربه ناوگان آن‌ها در اقیانوس اطلس، اقیانوس هند و در خاور دور نیز به پیشرفت فنی و جغرافیایی سایر نیروی دریایی اروپا کمک کرده‌است. از جمله نخستین بررسی توسط فردیناند ماژلان که قایقرانی در سراسر اقیانوس اطلس و اقیانوس آرام را انجام داد.

در بیشتر قرن شانزدهم ناوگان‌های پرتغالی هندوستان به عنوان رهبر نیروی دریایی جهان در عرصه کشتی‌سازی و توپ دریایی بر بیشتر اقیانوس اطلس در جنوب جزایر قناری، اقیانوس هند و غرب اقیانوس آرام تسلط داشتند.

امروز نیروی دریایی پرتغال ظرفیت و نقش دوگانه‌ای را به عهده دارد: مأموریت‌های جنگی نیروی دریایی برای اطمینان از استقلال و تعهدات بین‌المللی پرتغال و عملیات گارد ساحلی در آب‌های سرزمینی و مناطق تحت نفوذ خود. نیروی دریایی پرتغال همچنین در مأموریت‌های مربوط به تعهدات بین‌المللی متعهد شده توسط پرتغال به‌طور عمده در ناتو شرکت می‌کند.

## تاریخچه

### ایجاد نیروی دریایی پرتغال

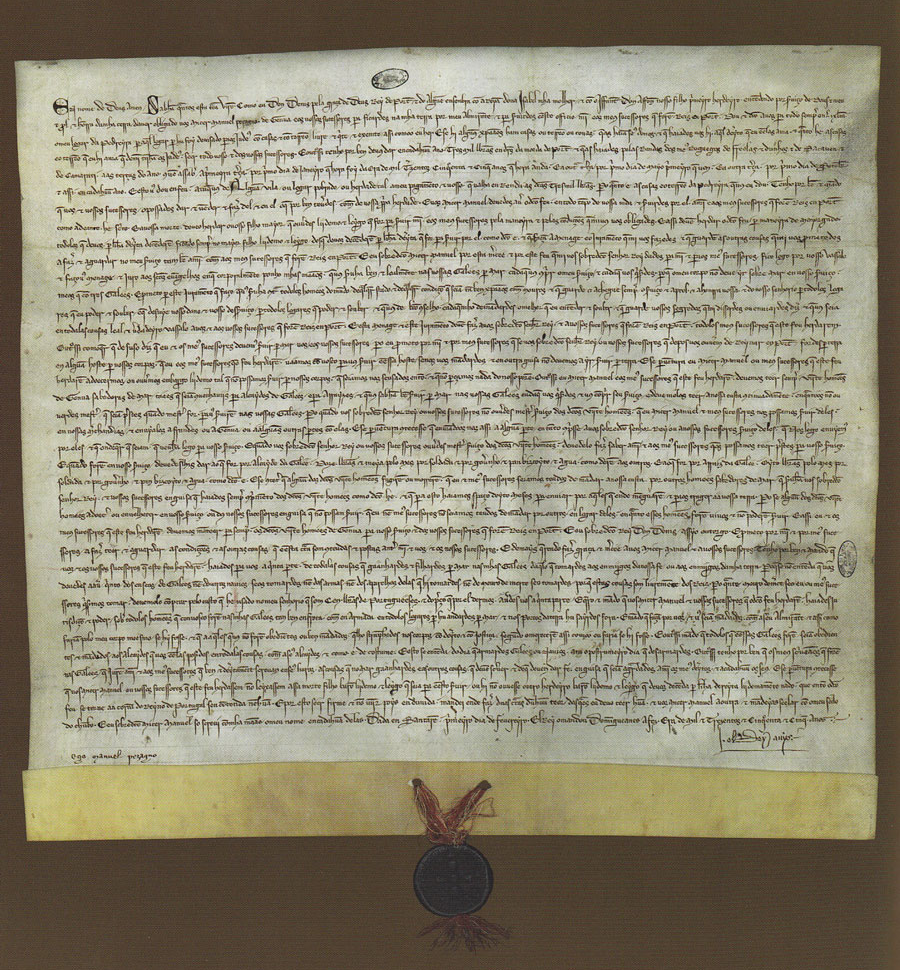
منشور سلطنتی ۱ فوریه ۱۳۱۷ مانوئل پسانا را به عنوان اولین دریاسالار پرتغال منصوب کرد.

اولین نبرد شناخته شده تاریخی با حضور نیروهای دریایی پرتغال در سال ۱۱۸۰ در زمان سلطنت نخستین پادشاه پرتغال آفونسو یکم اتفاق افتاد. این نبرد در دماغه اسپپیشل رخ داد. یک ناوگروه دریایی پرتغالی به فرماندهی شوالیه فواس روبینیو یک ناوگروه دریایی مسلمان را شکست داد. فواس روبینیو همچنین در سئوتا در سال ۱۱۸۱ و ۱۱۸۲، دو حمله را انجام داد و در جریان دومین تلاش برای فتح شهری در آفریقای شمالی درگذشت.
در قرن سیزدهم در طول بازپس‌گیری اندلس نیروهای دریایی پرتغال به فتح چند شهر ساحلی مانند سیلوس و فارو کمک کردند. همچنین در نبردها علیه پادشاهی کاستیل- از طریق حملات در گالیسیا و اندلس- و همچنین در اقدامات مشترک با سایر ناوگان‌های مسیحی علیه مسلمانان شرکت داشتند.

در تاریخ ۱۲ دسامبر ۱۳۱۷ پادشاه دنیس تصمیم گرفت یک سازمان دائمی برای نیروهای دریایی خود ایجاد کرد. نخستین فرماندهٔ این نیروی نظامی مانوئل پسانا اهل جنوا بود. این تاریخ رسمی تأسیس نیروی دریایی پرتغال محسوب می‌شود با ۷۰۰ سال پیشینه یادبود آن در ۱۲ دسامبر ۲۰۱۷ انجام شد.

در سال ۱۳۲۱ نیروی دریایی پرتغال با موفقیت به بنادر مسلمان در آفریقای شمالی حمله کرد. بیمه دریایی از سال ۱۳۲۳ در پرتغال آغاز شد. در فاصله سال‌های ۱۳۳۶ تا ۱۳۴۱ نخستین تلاش‌ها برای گسترش دریایی با حمایت مالی آفونسو چهارم با سفر به جزایر قناری انجام شد.

در اواخر قرن چهاردهم میلادی، اکتشافات بیشتر پرتغالی‌ها انجام شد که نیروی دریایی نقش اصلی را در اکتشاف اقیانوس‌ها و دفاع از امپراتوری پرتغال بازی کرد. پرتغال در آن زمان به اولین قدرت دریایی جهان تبدیل شد.

### تسخیرها و اکتشاف‌ها

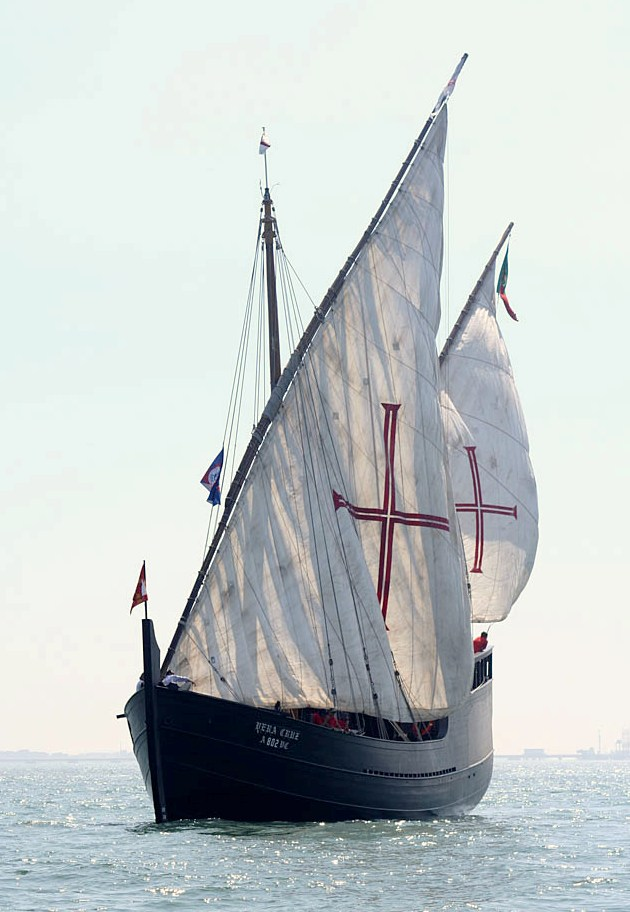
ماکت کاراول پرتغالی قرن پانزدهم

در آغاز قرن پانزدهم این کشور وارد دوره صلح و ثبات شد. اروپا هنوز درگیر جنگ‌ها و درگیری‌های فئودالی بود که موجب شد پرتغال به عنوان تنها کشور توانا به‌طور روشمند و موفقیت‌آمیز اکتشاف اقیانوس اطلس را آغاز کند.

گسترش پرتغال در طول قرن ۱۵ می‌تواند به صورت زیر تقسیم شود:
- گسترش سرزمینی به شمال آفریقا
- بررسی هیدروگرافی سواحل آفریقا و جزایر قناری
- بررسی اقیانوس‌شناسی و هواشناسی اقیانوس اطلس
- توسعه روش‌ها و مهارت‌های ناوبری

گسترش سرزمین در مراکش با فتح سئوتا در سال ۱۴۱۵ آغاز شد. کاوش در سواحل غربی آفریقا در سال ۱۴۱۲ آغاز شد و با عبور از دماغه امید نیک در سال ۱۴۸۸ پایان یافت.